# Fox (Anh và Ireland)
Fox (cách điệu là FOX) là một kênh truyền hình ở Vương quốc Liên hiệp Anh và cộng hòa Ireland, thuộc sở hữu của 21st Century Fox. Nó ra mắt vào ngày 12 tháng 1 năm 2004 và ban đầu được gọi là FX289. Với sự pha trộn giữa các bộ phim hoạt hình và phim truyền hình Mỹ, kênh phù hợp cho người lớn từ 18 đến 35 tuổi.
Fox đã bị xóa khỏi nền tảng BT YouView vào ngày 1 tháng 3 năm 2016, BT đã nêu trong một e-mail cho khách hàng rằng Fox đã "thay đổi cách họ cung cấp các kênh truyền hình của họ cho các nhà cung cấp truyền hình".